# Theridion pandani
Espèce
Theridion pandani est une espèce d'araignées aranéomorphes de la famille des Theridiidae.

## Distribution
Cette espèce est endémique du Viêt Nam.

## Description
Le mâle mesure 2,5 mm et la femelle 3 mm

## Publication originale
- Simon, 1895 : Études arachnologiques. 26e. XLI. Descriptions d'espèces et de genres nouveaux de l'ordre des Araneae. Annales de la Société Entomologique de France, vol. 64, p. 131-160 (texte intégral).